# زنبق کوبایاشی
زنبق کوبایاشی (نام علمی: Iris kobayashii) نام یک گونه از سرده زنبق است.